# 노즈 미치쓰라
노즈 미치쓰라(일본어: 野津道貫, 1841년(덴포 12년) 음력 11월 5일 ~ 1908년(메이지 41년) 10월 18일)는 막말 사쓰마번사 출신으로 메이지 시대에 활동한 일본 제국 육군 군인이다. 귀족원의원, 동부도독, 교육총감, 제4군사령관을 역임하였다. 통칭은 시치지로(七次)이며 미치츠라는 휘이다. 최종 계급은 원수·육군 대장이며 정2위 대훈위 공1급 후작이다.
보신 전쟁, 세이난 전쟁에 참전하여 공적을 세워 1878년 육군 소장으로 진급, 1884년 자작위를 수여받아 화족 반열에 오른다. 이후 청일 전쟁에 참전하여 공적을 세우고 1895년 3월 육군 대장으로 진급하며 동년 8월 백작으로 승작한다. 1904년 러일 전쟁에 참전하여 공적을 세우고 1906년 원수 칭호를 얻고 이듬해인 1907년 후작으로 승작, 귀족원 위원에 취임한다.
후작에 오른지 얼마 안되어 사망하여 후작위는 장남 시즈노스케가 습작한다. 묘소는 아오야마 영원에 안치되었다.